# Bip-Bip à Go-Go
Pour plus de détails, voir Fiche technique et Distribution.
Bip-Bip à Go-Go (Roadrunner a Go-Go) est un film américain d'animation Looney Tunes de 6 minutes et mettant en scène Bip Bip et Vil Coyote réalisé par Chuck Jones, Maurice Noble et Tom Ray en 1965.

## Fiche technique
- Réalisateurs : Chuck Jones, Maurice Noble et Tom Ray
- Producteur : David H. DePatie
- Compositeur : Milt Franklyn